# Exposition florale de Chelsea

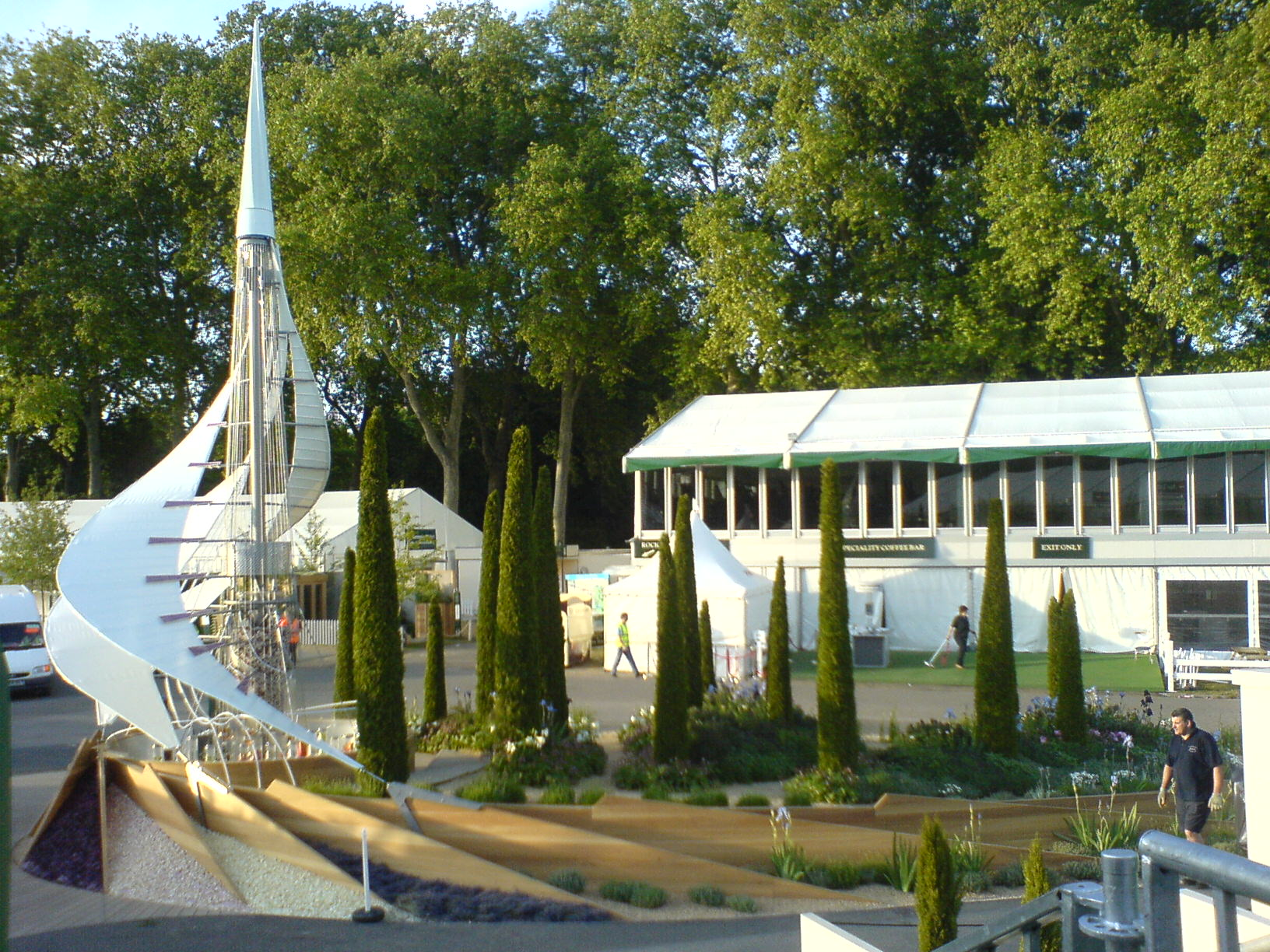
Le pavillon principal lors de l'Exposition 2009.

L'Exposition florale de Chelsea (en anglais : Chelsea Flower Show) est une exposition horticole qui est organisée chaque année en mai pendant cinq jours par la Royal Horticultural Society dans l'enceinte de l'hôpital royal de Chelsea dans le quartier de Chelsea à Londres (Angleterre). C'est la manifestation la plus célèbre du genre au Royaume-Uni et peut-être dans le monde.
Cette manifestation dure près d'une semaine pendant laquelle sont remis des prix récompensant les jardins exposés.
Le jury est très exigeant : il note à la fois la créativité du jardin, l'innovation qu'il apporte, mais aussi la qualité des plantes qui le composent. Remporter un prix à Chelsea est donc aussi prestigieux pour le paysagiste que pour son sponsor ou l'entreprise qui réalise le jardin.

## Artistes invités
- Gabriella Possum Nungurrayi, artiste peintre aborigène d'Australie, y a réalisé en 2008 une fresque murale d'une longueur de vingt mètres.